# Irmandade Nazonalista Galega de Buenos Aires
Irmandade Nazonalista Galega de Buenos Aires va ser una associació galleguista de Buenos Aires (Argentina). Va ser fundada a l'agost de 1923 per Eduardo Blanco Amor i Ramiro Illa Couto, vinculada a la Irmandade Nazonalista Galega. El seu òrgan d'expressió era Terra, del que van sortir cinc nombres, tots unilingües en gallec. En 1924 després del començament de la dictadura de Primo de Rivera, l'associació es divideix en dues, Blanco Amor i els seus partidaris marxen a la Federación de Sociedades Gallegas, mentre que l'altre sector, encapçalat per Manuel Oliveira, Moisés da Presa, López Pasarón i Lino Pérez refonguin la Irmandade en 1925, amb A Fouce com a òrgan d'expressió, amb un caràcter marcadament independentista.
El 1927 la Irmandade es converteix en una associació cultural amb el nom de Sociedade d'Arte Pondal (posteriorment coneguda com a Sociedade Nazonalista Pondal).